# Minna Nikkanen
Minna Marianne Nikkanen (* 9. April 1988 in Somero) ist eine finnische Stabhochspringerin.

## Sportliche Laufbahn
Nikkanen gewann bei den Junioreneuropameisterschaften 2007 mit einem Sprung von 4,35 Metern die Goldmedaille und mit 4,45 Metern die Silbermedaille bei den U23-Europameisterschaften. 2009 gewann sie die Goldmedaille bei den finnischen Meisterschaften.
Ihre persönliche Bestmarke von 4,60 Metern sprang sie erstmals am 8. August 2015 in Kuortane. Ebenfalls 4,60 m sprang sie bei den Weltmeisterschaften 2015 in Peking, als sie den zehnten Platz belegte. Bei den Olympischen Spielen 2016 schied sie, wie vier Jahre zuvor in London, in der Qualifikation aus.
2017 erzielte sie im Finale bei den Halleneuropameisterschaften den sechsten Platz mit übersprungenen 4,55 m. Sie qualifizierte sich auch für die Weltmeisterschaften in London, schied dort aber mit 4,20 m in der Qualifikation aus.